# Pierre-François Hugues d’Hancarville

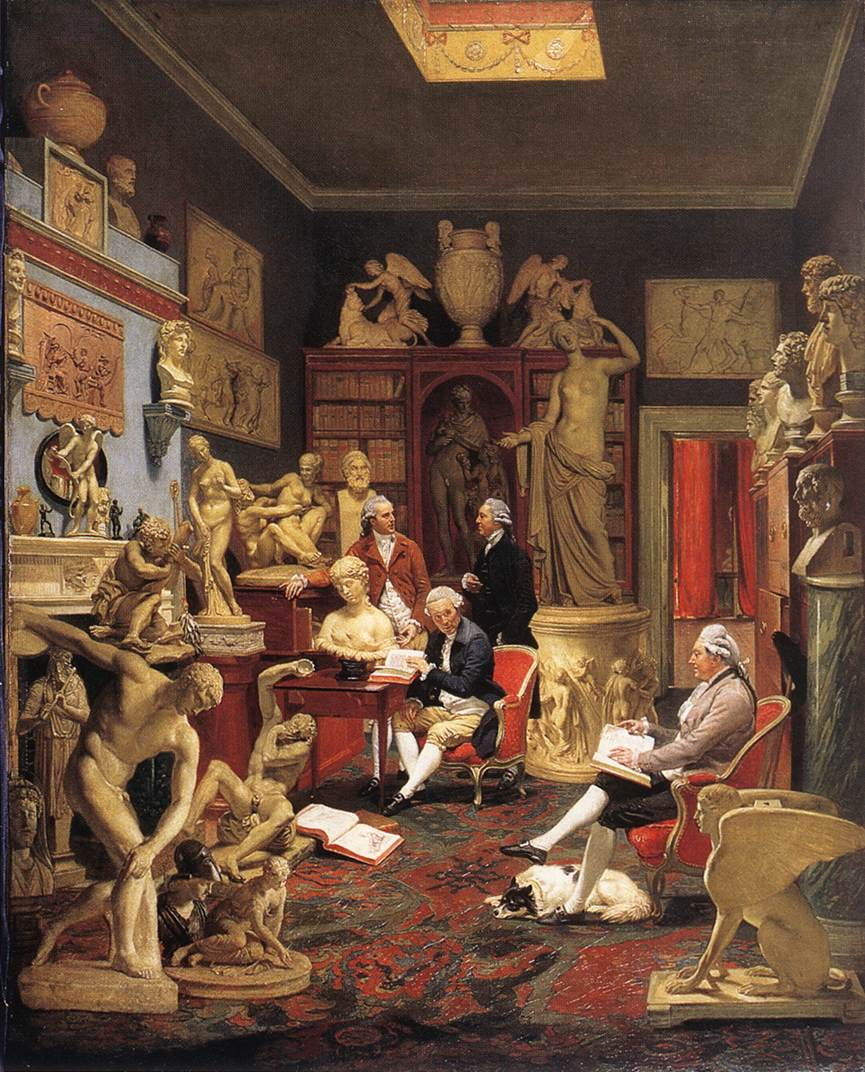
Lord Charles Townley (rechts) in zijn kunstgalerij; baron d'Hancarville (midden) neemt notities.

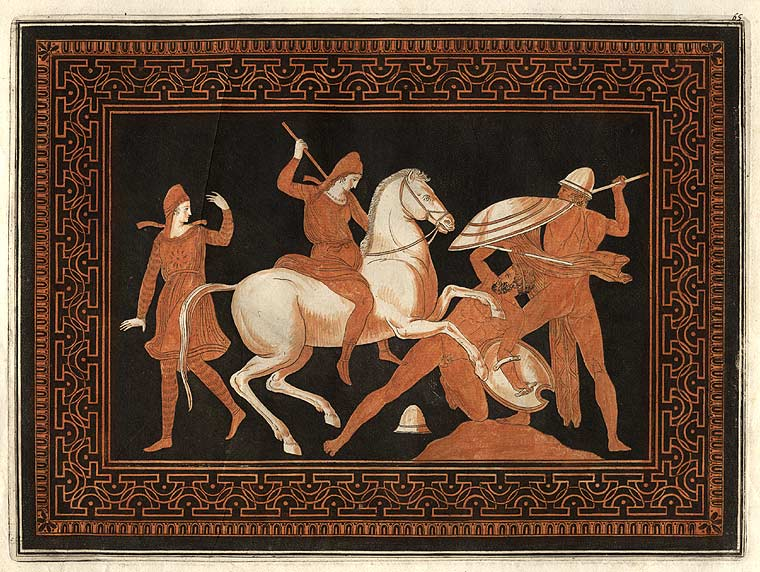
Illustratie uit zijn boekenreeks over Lord Hamilton's kunstcollectie

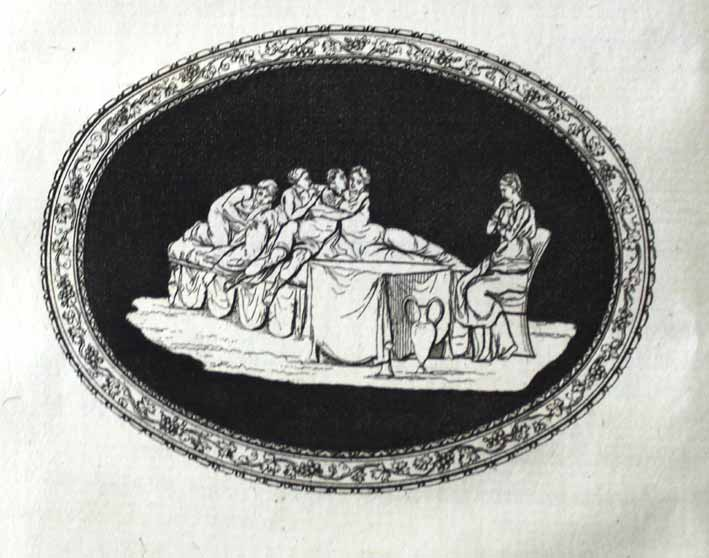
Illustratie uit 'Monuments de la vie privée des XII césars'

Pierre-François Hugues d’Hancarville (Nancy, 1719 – Padua, 1805) was een Frans kunstverzamelaar, kunsthistoricus, avonturier en schrijver van erotische boeken. Zijn grootste werk was een artistieke beschrijving van sir William Hamilton's kunstcollectie uit de Klassieke Oudheid; deze laatste vergaarde opgegraven kunst in het koninkrijk Napels en Sicilië.
Hij noemde zichzelf Baron d’Hancarville.

## Levensloop
Hancarville werd geboren in Nancy, in het koninkrijk Frankrijk. Zijn vader was een handelaar in luxestoffen die failliet ging. Dit belette niet dat Hancarville een opleiding kreeg in Klassieke Oudheid en geschiedenis. Hij zwierf rond in het Rooms-Duitse Rijk waar hij aan de bak kwam als militair in regimenten van diverse Duitse vorsten. Naast de militaire campagnes geraakte hij in contact met adellijke kringen door zijn handel in kunstwerken, vooral antieke kunstwerken. Mogelijks begon hij in Duitsland de titel te dragen van baron, alhoewel zijn familie niet adellijk was.
Hancarville werd achtervolgd door Duitse rechtbanken wegens verdacht van diefstal, oplichting en zwendel. Hij vluchtte naar het koninkrijk Napels en Sicilië in Zuid-Italië (1763). In Napels kwam hij in contact met William Hamilton, de Brits ambassadeur. Beide mannen slaagden erin de collectie kunst uit de Klassieke Oudheid belangrijk uit te breiden voor diplomaat Hamilton. Hamilton steunde Hancarville financieel. Hancarville publiceerde de uitgebreide kunstcollectie in dertien delen gedetailleerd met illustraties. Het werk was getiteld The complete collection of antiquities from the cabinet of sir William Hamilton. Hamilton bracht de kunstcollectie later onder in het British Museum.
Daarnaast publiceerde Hancarville nog andere werken over kunst uit de Etruskische, Griekse of Romeinse tijd; het gaf Hancarville de status van internationale kunstkenner. Zelf breidde hij zijn kunstcollectie  uit met wat hij niet doorverkocht. 
Van 1777 tot 1785 verbleef hij in Londen, waar andere kunstverzamelaars met hem samenwerkten, onder meer lord Charles Townley. In zijn Londense periode publiceerde hij twee pornografische boeken onder de pseudoniem Caprée. Deze verschenen onder de titel Monuments de la vie privée des douze Césars (1780) en Monuments du culte secret des dames romaines (1784). Deze geïllustreerde boeken waren Romeins geïnspireerd en erotisch.
Nadien verhuisde Hancarville naar Parijs doch verliet Parijs in 1792 wegens de revolutionaire sfeer die er heerste tegenover aristocraten. 
Hij belandde in Venetië en Padua, in de republiek Venetië; daar werd hij bejegend als kunsthistoricus.

## Varia
In de film Jefferson in Paris (1995) speelde Jean-Pierre Aumont de rol van baron Pierre-François Hugues d’Hancarville.